# Ochrotrichia confusa
Ochrotrichia confusa is een schietmot uit de familie Hydroptilidae. De soort komt voor in het Nearctisch gebied.